# Mountain Warehouse

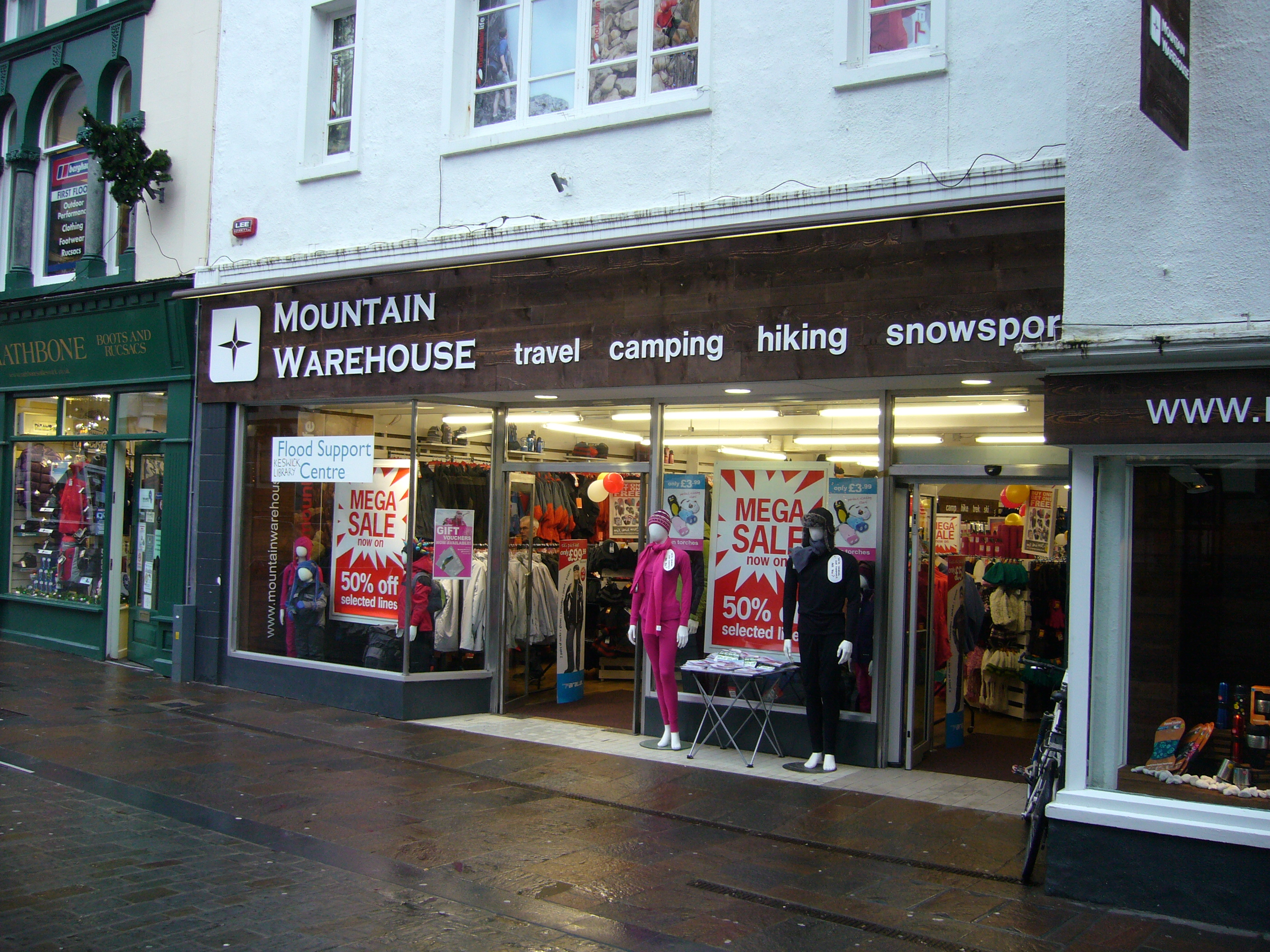
Una tienda de Mountain Warehouse en Keswick, Cumbria, que pertenecía a la empresa Woolworths

Mountain Warehouse es una empresa británica que propone ropa y equipamiento para el deporte y las actividades al aire libre como el senderismo, el senderismo, el camping, el esquí, el ciclismo, el running, la natación y el fitness.
Fue fundada en 1997 por Mark Neale; Mountain Warehouse empezó como una tienda única  y ahora tiene más de 330 tiendas en el Reino Unido, Europa, Nueva Zelanda y América del Norte.
En octubre de 2018, Mountain Warehouse lanzó su primer sitio españo.

## Historia
En 1997, Mountain Warehouse fue fundada como el socio minorista de Karrimor Internacional, el fabricante de equipamiento y ropa para actividades al aire libre basado en el Reino Unido.  La empresa de inversión 21 Invest (ahora Investindustrial) era el inversor principal de Karrimor.
21 Invierte vendió la actividad principal de Karrimor al grupo de ocio sudafricano Cullinan Holdings en febrero de 1999. Las tiendas, que inicialmente llevaban el nombre de Karrimor, fueron renombradas Mountain Warehouse. Mountain Warehouse vendía equipamiento y ropa outdoor y deportiva multimarca así como su propia marca de ropa recientemente lanzada .
En agosto de 2002, la empresa de capital privado NBGI recompró el negocio que pertenecía a 21 Invest y al director Mark Neale al comprar una participación mayoritaria a la empresa. El director general Sr. Neale reinvirtió la mayoría parte de sus activos en esta nueva adquisición. Durante los años en que NBGI trabajaba con Mountain Warehouse, la oferta de productos de su propia marca aumentó de 5% a 80%.
En julio de 2007, Arev, via KCAJ, su fondo de inversión islandés, compró una acción de 15 millones de libras en el marco de una adquisición terciara a la empresa de capital privado NBGI. Una participación mayoritaria fue conseguida por la dirección de Mountain Warehouse.
En agosto de 2010, el ramo de capital privado de Lloyd Grupo Bancario, LDC, compró un 23% de participación minoritaria de la empresa en el marco de una adquisición de 47 millones de libras. El ramo de capital privado para las pequeñas y medianas empresas ha más que duplicado su inversión inicial.
En noviembre de 2013, el equipo directivo dirigido por el fundador y director general Mark Neale adquirió el accionista minorista LDC para obtenir la propiedad total de la cadena de minoristas. Sr. Neale personalmente posee 85% del negocio. La transacción de 85 millones de libras fue apoyada por el Banco Real de Escocia y la empresa de gestión de activos Alcentra.
En 2017, Mountain Warehouse Holdings Limited creó una nueva colección ‘Zakti Activeware' que es el nuevo nombre de la gama ‘Mountain Warehouse Active', y envió una gran cantidad de stock hacia las nuevas tiendas.
En 2018, Mountain Warehouse Holdings Limited creó una otra nueva empresa-colección ‘Neon Sheep' para penetrar el mercado de los accesorios y, hasta ahora, está haciendo mucho mejor que Zakti Activeware.

## Tiendas
Mountain Warehouse tiene más de 240 tiendas en el Reino Unido, América del Norte, Europa y Nueva Zelanda, incluyendo tiendas en Dublín, Irlanda, Viena, Austria, y tiendas en Polonia incluyendo Varsovia.
La primera tienda Mountain Warehouse se abrió en 1997. Hasta 2002, Mountain Warehouse había abierto 13 tiendas en almacenes de venta directa de fábrica en el Reino Unido y una en Viena, así como tres tiendas de concesión en centros de jardinería  del Reino Unido.
La tienda de Londres en Covent Garden fue la primera tienda grande de Mountain Warehouse. Hay 13 tiendas Mountain Warehouse en Londres incluyendo Regent Street, Putney, Fulham, etc.
Mountain Warehouse compró seis locales que pertenecían a Woolworths, incluyendo Fort William, Escocia, St Ives, Cornwall y Buxton, Derbyshire.
Mountain Warehouse sigue adquirir varios emplazamientos en ciudades mercantiles y en lugares populares con muchas paseantes y turistas.
Mountain Warehouse abrió su primera tienda norteamericana en Toronto, Ontario, en Canadá al principio de 2014. La marca tiene otras triendas en el continente americano,  incluyendo  en el New Jersey, los Estados Unidos, Burlington, Canadá  y Vancouver, Canadá.
La sede de Mountain Warehouse se sitúa en Victoria, Londres.

## Productos
Mountain Warehouse ha pasado de una empresa de liquidación de stock que solamente vendía  productos multimarca a una empresa que vende principalmente ropa, calzado y equipamiento de su propia marca. En 2004, las marcas que proponía, incluyendo Mountain Life, Parallel y Snapdragon representaban el 10% de los productos de venta pero a partir de 2007, los productos de su propia marca representaban 65%.
En 2010, la empresa lanzó una colección de ropa más técnica, Mountainlife Extreme que se ha diseñado para competir con marcas de gama alta como The North Face y Berghaus.
Los nombres de marcas Mountainlife y Parallel fueron retirados poco a poco para la ropa, el calzado y el equipamiento que ahora llevan el nombre de Mountain Warehouse. Mountainlife Extreme fue reemplazado por Mountain Warehouse Extreme, con calzado, accesorios y equipamiento también incluidos en la gama.